# 8
Het jaar 8 is het achtste jaar in de 1e eeuw volgens de christelijke jaartelling.

## Gebeurtenissen

### Romeinse Rijk
- Vipsania Julia Agrippina wordt beschuldigd van overspel en door keizer Augustus verbannen naar Pianosa.
- Publius Ovidius Naso wordt door de Senaat verbannen naar Tomi (huidige Constanța) aan de Zwarte Zee.

### Europa
- Tiberius Claudius Nero verslaat de Sugambri en verplicht hen te verhuizen naar de noordelijke Rijnoever.

## Overleden
- Marcus Valerius Messalla Corvinus, Romeins generaal en politicus